# Sarah Hyland
Sarah Jane Hyland (* 24. listopadu 1990 New York City, New York, Spojené státy americké) je americká herečka. Její nejznámější role je Haley Dunphyové v seriálu Taková moderní rodinka. Dále se objevila ve filmech Zasažen bleskem (2012), Scary Movie 5 (2013) a Vampire Academy (2014)

## Životopis
Narodila se v Manhattanu v New Yorku jako dcera herců Melissy Canaday a Edwarda Jamese Hylanda. Je sestrou o čtyři roky mladšího Iana Hylanda.
Navštěvovala Professional Performing Arts School v Manhattanu spolu s Taylor Momsen, Gregory Malek-Jonesem a Paulem Iaconem.

## Kariéra
S herectvím začala ve svých pěti letech, když si zahrála roli dcery Howarda Sterna ve filmu Soukromé neřesti. Dále se například objevila jako Molly ve filmu Annie a zahrála si dceru Brooke Shields, Maddie Healy, v seriálu Džungle rtěnek.
Mezi lety 2009 až 2020 hrála v sitcomu Taková moderní rodinka roli Haley Dunphy, za kterou společně s celým obsazením seriálu získala Screen Actors Guild Award v kategorii nejlepší obsazení komediálního seriálu.
V roce 2011 hrála s Mattem Prokopem v původním filmu stanice Disney Channel Pako mých snů.
V roce 2012 získala roli ve filmu Chrise Colfera Struck by Lightning.
V roce 2014 získala roli Natalie Dashkov ve filmu Vampire Academy, po boku Zoey Deutch a Lucy Fry.

## Osobní život
Sarah začala chodit s hercem Mattem Prokopem, se kterým se seznámila při konkurzech do filmu Muzikál ze střední 3: Maturitní ročník. Pár spolu žil od roku 2011 do roku 2014. 19. září 2014 si Hyland získala soudní zákaz proti Mattovi poté, co jí napadl a vyhrožoval.
Od listopadu roku 2017 chodila s účastníkem reality show The Bachelorette a Bachelor in Paradise Wellsem Adamse. Dvojice spolu žije v Los Angeles od srpna 2018 a v červenci 2019 se zasnoubili.

### Zdravotní stav
Sarah Hyland byla již v dětství diagnostikována multicystická dysplastická ledvina. V dubnu 2012 absolvovala transplantaci ledviny, kterou jí daroval její otec. Po několika letech však ledvina selhala, což vedlo k nutnosti transplantaci opakovat. V září 2017 jí byla voperována nová ledvina, která pocházela od jejího mladšího bratra. Hyland užívá imunosupresiva, aby její tělo cizí ledvinu tolerovalo.
V prosinci 2018 uvedla, že zvažovala sebevraždu, protože se cítila jako zátěž pro svou rodinu a obviňovala se z toho, že její tělo odmítlo ledvinu jejího otce. Od narození podstoupila 16 operací, z nichž se řada týkala ledvin, a laparoskopickou operaci k odstranění endometriózy.

## Filmografie

### Film
| Rok  | Název                                  | Role                          | Poznámky                                                                   |
| ---- | -------------------------------------- | ----------------------------- | -------------------------------------------------------------------------- |
| 1997 | A Tall Winter's Tale                   | Elizabeth                     |                                                                            |
| 1997 | Soukromé neřesti                       | Howardova dcera               |                                                                            |
| 1998 | Objekt mé touhy                        | Molly                         |                                                                            |
| 1998 | Advice from a Caterpillar              | Lizbeth                       |                                                                            |
| 1999 | Cradle Will Rock                       | Silvano – Giovanna            |                                                                            |
| 2000 | Tajemství                              | Elizabeth Mitchell            |                                                                            |
| 2002 | The Empath                             | Mladá Christine               |                                                                            |
| 2004 | Španglicky snadno a rychle             | Přespávající kamarádka        |                                                                            |
| 2007 | Rande naoko                            | Dítě (hlas)                   |                                                                            |
| 2010 | The Science of Cool                    |                               |                                                                            |
| 2010 | Cougars, Inc.                          | Courtney                      |                                                                            |
| 2011 | Mupeti                                 | Sama sebe                     | Cameo spolu se Selenou Gomez a Sterlingem Knightem ve vystřižených scénách |
| 2011 | Pako mých snů                          | Dylan Shoenfield              | Disney Channel Original Movie; Hlavní role                                 |
| 2012 | Struck By Lightning                    | Claire Mathews                |                                                                            |
| 2013 | Scary Movie 5                          | Mia                           |                                                                            |
| 2013 | April Apocalypse                       | Samm                          |                                                                            |
| 2014 | Vampire Academy                        | Natalie Dashkov               |                                                                            |
| 2014 | Kámoš na pořád                         | Ava                           |                                                                            |
| 2015 | See You in Valhalla                    | Johanna Burwood               | také producentka                                                           |
| 2016 | Satanic                                | Chloe                         |                                                                            |
| 2016 | Lego DC Super hrdinové: Útěk z Gothamu | Barbara Gordon/Batgirl (hlas) |                                                                            |
| 2016 | XoXo                                   | Krystal                       | také výkonná producentka                                                   |
| 2019 | The Wedding Year                       | Mara Hickey                   | také výkonná producentka                                                   |

### Televize
| Rok             | Název                                     | Role                       | Poznámky |
| --------------- | ----------------------------------------- | -------------------------- | --- |
| 1998            | Trinity                                   | stydlicá dívka             | díl: „No Secrets“ |
| 1999            | Annie                                     | Molly                      | Nominace – Young Artist Award v kategorii Nejlepší obsazení televizního filmu |
| 1998            | Příběh Audrey Hepburnové                  | Audrey Hepburn (osmiletá)  | |
| 2000            | Falcone                                   | Jessica Pistone Egan       | |
| 2001-2009       | Zákon a pořádek: Útvar pro zvláštní oběti | Lily Ramsey/Jennifer Banks | Vedlejší role |
| 2008–2009       | Džungle rtěnek                            | Maddie Healy               | Vedlejší role |
| 2009–2020       | Taková moderní rodinka                    | Haley Dunphy               | Screen Actors Guild Award v kategorii Nejlepší obsazení v komediálním seriálu (2011, 2012, 2013, 2014) Glamour Award v kategorii Nejlepší komediální herečka (2014) Nominace – Critics' Choice Television Award v kategorii Nejlepší televizní herečka ve vedlejší roli (2013) Nominace – Screen Actors Guild Award v kategorii Nejlepší obsazení v komediálním seriálu (2010) Nominace – Teen Choice Award v kategorii Nejlepší ženská průlomová hvězda (2010) Nominace – Teen Choice Award v kategorii Nejlepší ženská televizní zlodějka scén |
| 2011            | Childrens' Hospital                       | Slavná osobnost            | díl: „Nip/Tug“ |
| 2012            | Napálené celebrity                        | Samu sebe                  | |
| 2012-současnost | Randy Ninja                               | Theresa Fowler (hlas)      | Vedlejší role |
| 2013            | Bonnie and Clyde: Dead and Alive          | Blanceh Barrow             | Mini-seriál |
| 2014            | Nouzové přistání                          | Ivy                        | díl: „Rusty Banks Rides Again“ |
| 2015            | Repeat After Me                           | Samu sebe                  | |
| 2015            | Lví hlídka: Návrat mocného řevu           | Tiifu (hlas)               | díl: „The Rise of Makuu“ |
| 2016            | The Lion Guard                            | Tiifu (hlas)               | speciál |
| 2016            | Lip Sync Battle Shorties                  | Samu sebe / Moderátorka    | speciál |
| 2017            | Bitva playbacků                           | Samu sebe                  | |
| 2017            | Dirty Dancing                             | Lisa Houseman              | televizní film |
| 2017            | Shadowhunters                             | Seelie Queen               | díl: „Hail and Farewell“ |
| 2017            | The Lion Guard: The Rise of Scar          | Tiifu (hlas)               | televizní film |
| 2017            | Dimenze 404                               | Chloe                      | díl: „Cinethrax“ |